# بایو ویستا (لوئیزیانا)
بایو ویستا (به انگلیسی: Bayou Vista) شهری در ایالت لوئیزیانا کشور ایالات متحده آمریکا است که جمعیت آن در سرشماری سال ۲۰۱۰ میلادی، ۴٬۶۵۲ نفر بوده‌است.